# Oncorhynchus kawamurae
Oncorhynchus kawamurae är en fiskart som beskrevs av Jordan och Mcgregor 1925. Oncorhynchus kawamurae ingår i släktet Oncorhynchus och familjen laxfiskar. Arten förklarades utdöd 1940, men återupptäcktes 2010. Inga underarter finns listade i Catalogue of Life.